# プリントゴッコ

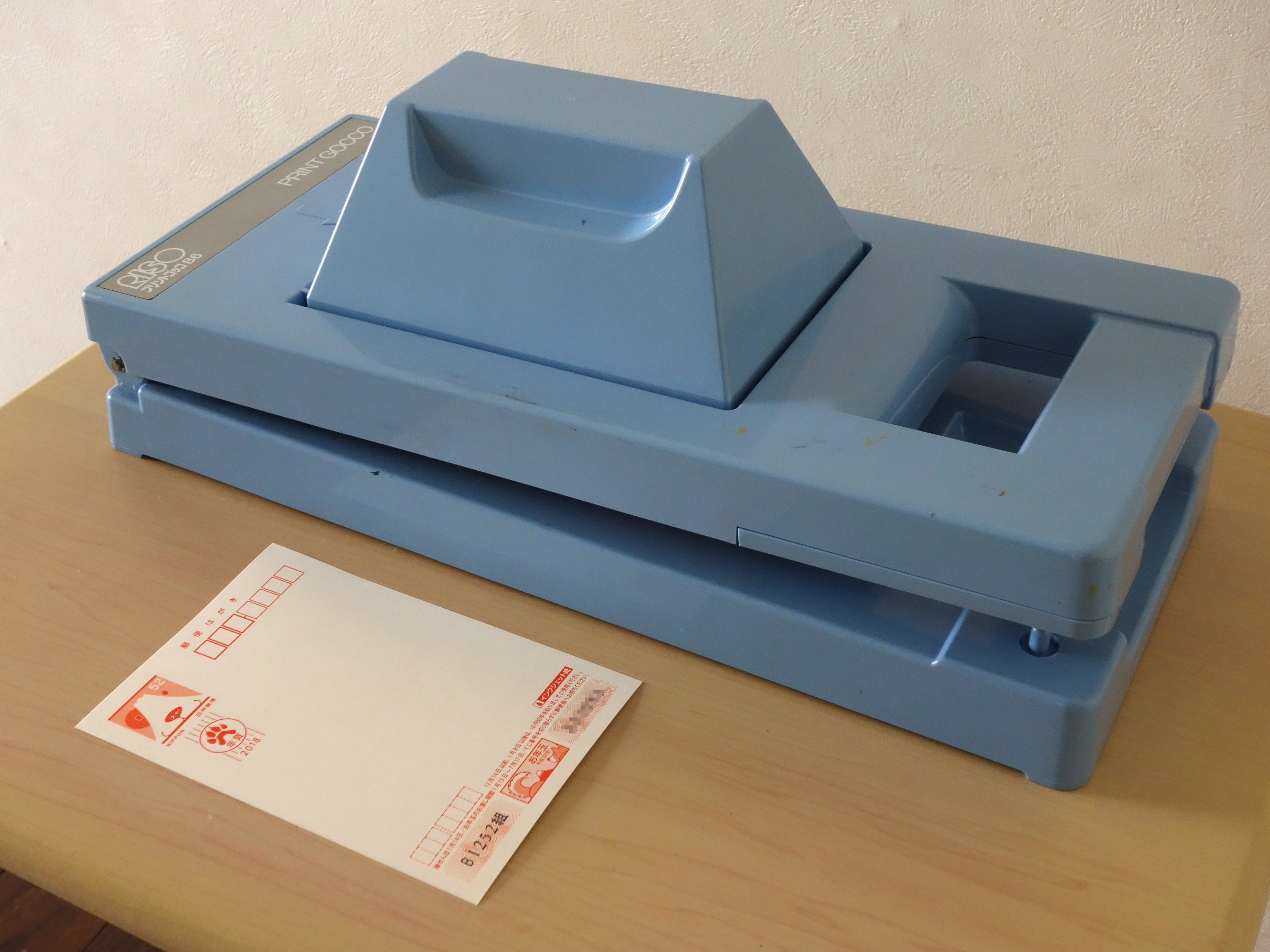
プリントゴッコB6（「プリントゴッコB6ハイメッシュセット」用、1986年発売開始）

プリントゴッコ（Print Gocco）は、理想科学工業がかつて販売していた家庭用簡易孔版印刷器である。1977年（昭和52年）から2008年（平成20年）まで販売された。

## 概要
それまで、主として業務用の謄写版資器材メーカーであった理想科学工業が、謄写版用感熱製版機「RISOファックス」の専用原紙「RISOマスター」に対する大規模な設備投資の失敗で陥った経営危機を打開するため、事務用孔版印刷機「リソグラフ」（1980年発売開始）とともに開発したものである。
謄写版では分離している「版」（原紙）および「版の保持材」（スクリーン）の2つの構成要素を、シルクスクリーン印刷におけるメッシュと同様に「マスター」として統合しており、謄写版とは異なる印刷技法を用いている。
鉛筆・製図用インクなどに含まれる炭素に強い赤外線を当てることにより、炭素がある部分に熱を発生させてフィルムを溶解する感熱穿孔製版を採用。本式のシルクスクリーン印刷で一般的に行われる未硬化感材を洗い流すといった工程を省略した。この原理をサーマルヘッドによる自動感熱製版として完成させたのが「RISOドライ感熱製版システム」で、リソグラフや同社製シルクスクリーン用製版機に用いられている。
日本国内を中心に、主に家庭における年賀はがきの印刷用として1980年代にかけて爆発的に普及し、全国の小売店を通してマスターやインクなど消耗品の供給を行っていたが、パーソナルコンピュータとカラープリンターの普及に加え、インターネットの普及による年賀はがき印刷需要の減退が重なって需要が急速に縮小したため、2008年6月に本体の販売を終了。発売開始から31年の歴史に幕を下ろした。また、消耗品の販売も2012年12月で打ち切られた。

### 原理

#### 製版
版と版の保持材を兼ねたマスターは、熱で溶解するフィルムとスクリーンを圧着一体化したもので、透明フィルムでカバーされた厚紙のフレームに固定されていた。理想科学工業が供給する専用品のみが使用できた。
「プリンター」と称する本体は印刷器と製版器を兼ね、跳ね上げ式の枠側にマスターとフラッシュランプを装着した「ランプハウス」を、印刷台側に墨などのカーボンを含む筆記具で紙に筆記した版下用紙を置いた上で枠を下ろし、さらに押下しマスターを版下用紙に圧着させることで、枠内の金属片が接触して電流がランプハウスに流れてフラッシュランプが発光。版下の黒い筆記部分がこの熱を吸収してマスターのフィルムを溶解させ、インクが通過する微細な穴を構成する。
フラッシュランプは松下電器産業（のちパナソニック フォト・ライティング → パナソニック ライティングデバイス）製と東芝（のち東芝ライテック）製で、末期は松下電器製のみとなった。電源は単3形乾電池2個を使用し、プリンター内部に電池ボックスを備えていた。ランプは1回しか使用できないので、原稿ごとにランプを交換する必要がある。

#### 印刷
マスターの透明フィルムカバーを跳ね上げ、専用インクを乗せた上で製版時と同様にプリンターの枠側内部に取り付け、印刷台に印刷用紙を乗せて圧着することでインクがマスターの樹脂溶解部分から紙に転写される。
スクイージーを用いる本式のシルクスクリーン印刷と異なり、原理的にインクの大きな移動がないことから、1枚のマスターに複数の色のインクを同時に置くことが可能で、あらかじめ粘着剤付きの専用スポンジシートをマスターに貼ることで、圧着時のインクの移動・混色を防ぐことができた。
定期的にインクの残量を確認してこまめに足すと、大量生産でも仕上がりに差が生じにくい。

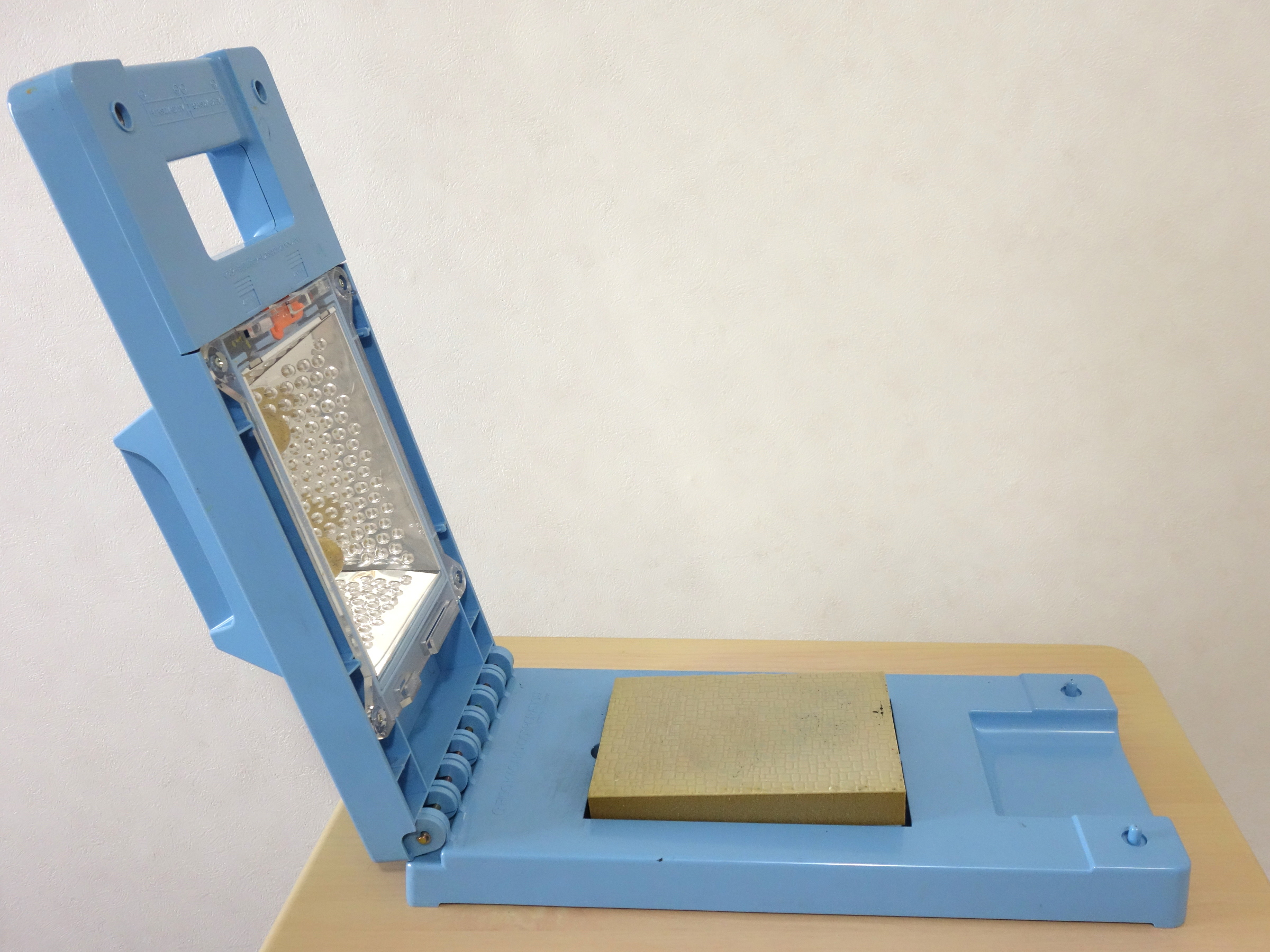
プリンター（本体）を開いたところ。マスター未装着ではランプハウスが取り付けられない構造で、写真は撮影用に取り付けた状態。
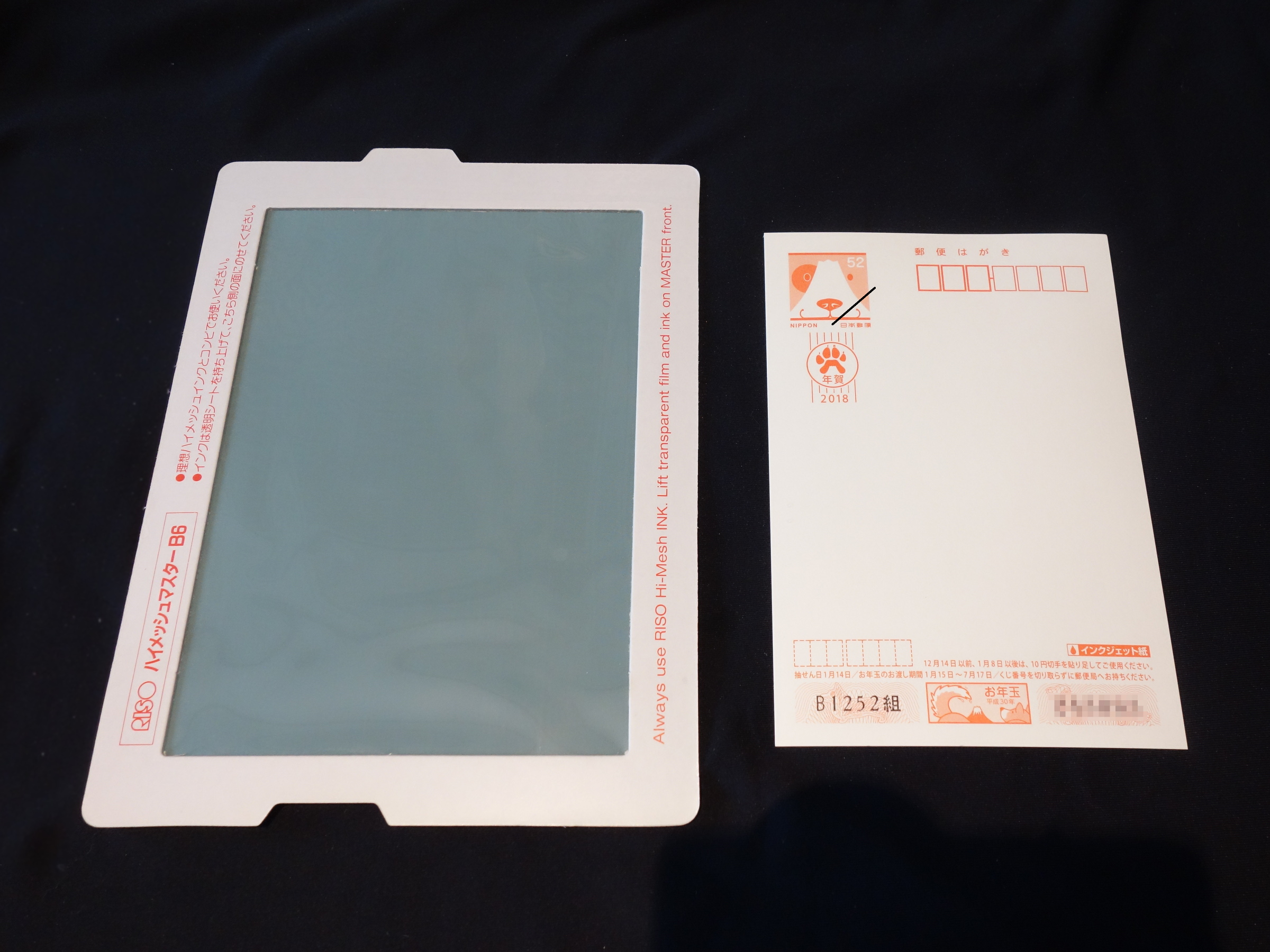
マスター（ハイメッシュマスターB6）
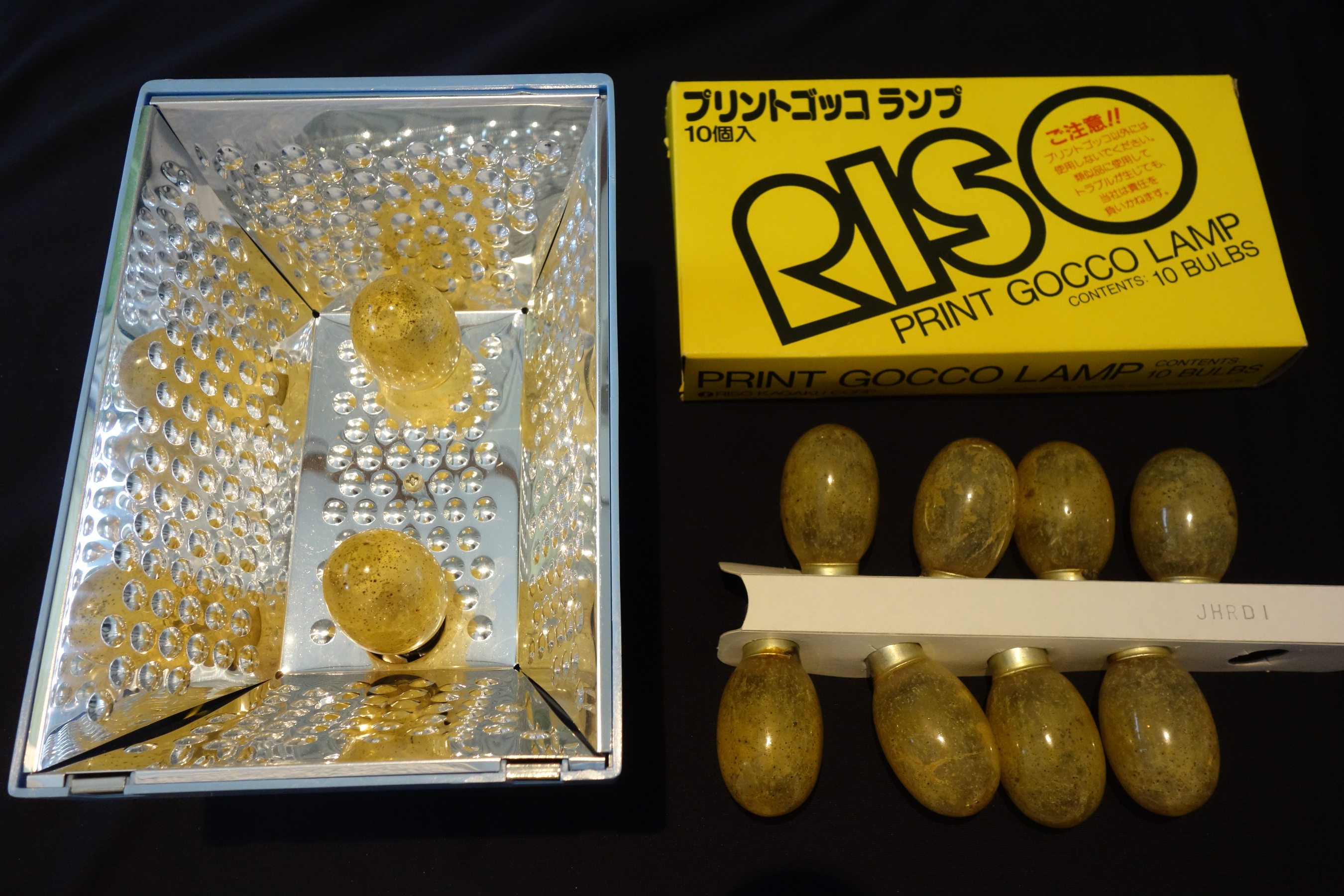
製版に使うランプハウスとフラッシュランプ（使用済みのもの）

## 歴史
謄写版印刷業者から謄写版用インクメーカーを経てその資器材メーカーとなった理想科学工業は、1967年に謄写版の感熱式自動製版機「RISOファックスJF-7」と、RISOファックス用の専用感熱式原紙「RISOマスター」を発売。翌1968年には国外メーカーからOEMによる感熱式原紙の大量受注を受けたことから、1969年に多額の設備投資で生産工場の大幅な拡張を行ったが、その直後に受注が停止したため、一転して倒産の危機に陥った。
理想科学工業は経営危機を打破するため、「RISOファックス」の感熱製版技術をもとにした新商品開発を急いだ。企業・学校向けにRISOファックスの原理を応用して開発したOHP（オーバーヘッドプロジェクター）シート用感熱製版機「RISOトラペンアップTU-230」と、この製版機で製版したOHPシートを投影するプロジェクター「RISOオーバーヘッドプロジェクター750」を1972年に発売する一方、感熱製版と印刷の工程を同じ機構に収めた印刷機の開発に取り組み、企業・学校向けの事務用印刷機「リソグラフ」に先駆けて1977年、はがき印刷に対応したB6判家庭用簡易孔版印刷器「プリントゴッコB6」として発売を開始した。この初期モデルは本体がオレンジ色であった。
小売店における実演販売やテレビCMによる宣伝などに力を入れた結果、家庭のはがき印刷用として爆発的に普及。1987年には年間72万台を販売した。「プリントゴッコB6」のヒットを受け、理想科学工業は名刺サイズやB5判用、布印刷用の機種も発売したほか、マスターの網目を細かくして画質向上をうたった「ハイメッシュマスター」とその専用インクを開発し、本式のシルクスクリーン印刷に近い印刷を可能とした。さらに「フォトスクリーン」を使用した写真製版、三原色に分解した網点版下を用いて分版フルカラー印刷を実現するセットや素材集などの関連商品も次々に発売された。
しかし1990年代後半以降、家庭でのパソコンの普及と、インクジェットプリンターの高画質化、低価格化が進んだあおりで需要は衰退。金色、銀色、蛍光色など、インクジェットプリンターでは実現できない印刷表現をセールスポイントに生き残りを図ったが、インターネットの普及に伴う年賀はがき印刷そのものの需要減が追い打ちをかけ、2008年6月末に本体の販売を終了した。インクやフラッシュランプなどの消耗品の販売も2012年12月28日に終了した。
なお「ゴッコ」の名称は、2011年（平成23年）に発売開始 したデジタルスクリーン製版機「ゴッコプロ」(GOCCOPRO)シリーズに引き継がれている。

## プリントゴッコjet
理想科学工業が事務用の次期主力商品として開発したデジタル複合インクジェットカラープリンター「オルフィス」シリーズの発売を始めた2003年、小型スキャナとメモリーカードリーダ、液晶画面を内蔵したインクジェットプリンター「プリントゴッコjet」が発売された。事務用のリソグラフに対する家庭用簡易版のプリントゴッコと同様に、オルフィスの家庭用簡易版に位置づけられたデジタル複合機で、プリントゴッコの資器材は使用できなかった。

## 年表
- 1977年（昭和52年）5月 - ビジネスシヨウでプリントゴッコを発表
- 1977年（昭和52年）9月 - プリントゴッコB6発売
- 1986年（昭和61年） - プリントゴッコB6ハイメッシュセット発売
- 1987年（昭和62年） - プリントゴッコPG-10発売
- 1991年（平成3年）11月 - プリントゴッコPG-10SUPER発売
- 1995年（平成7年）9月 - プリントゴッコPG-5、PG-11発売
- 1995年（平成7年）11月 - プリントゴッコデジタルCD-1を発売
- 1996年（平成8年） - プリントゴッコシリーズ累計販売台数が1000万台突破[2]
- 1999年（平成11年）6月 - プリントゴッコアーツ（紙用/布用）発売
- 1999年（平成11年）11月 - プリントゴッコデジタル発売
- 2000年（平成12年）11月 - プリントゴッコFC-3発売
- 2003年（平成15年）10月 - プリントゴッコjetV-10発売
- 2008年（平成20年）6月30日 - プリントゴッコ本体のメーカー販売終了
- 2010年（平成22年）10月17日 - プリントゴッコ・ユーザーコミュニティ「RISO Gocco's CLUB」の新規受付終了
- 2012年（平成24年）12月28日 - 消耗品の販売・サポート業務終了[2][3]

## CMキャラクター
- 三波伸介
- ビートたけし
- タモリ
- 所ジョージ
- 山田邦子
- 鷲尾いさ子
- 高嶋政伸
- 及川光博